# Postverket

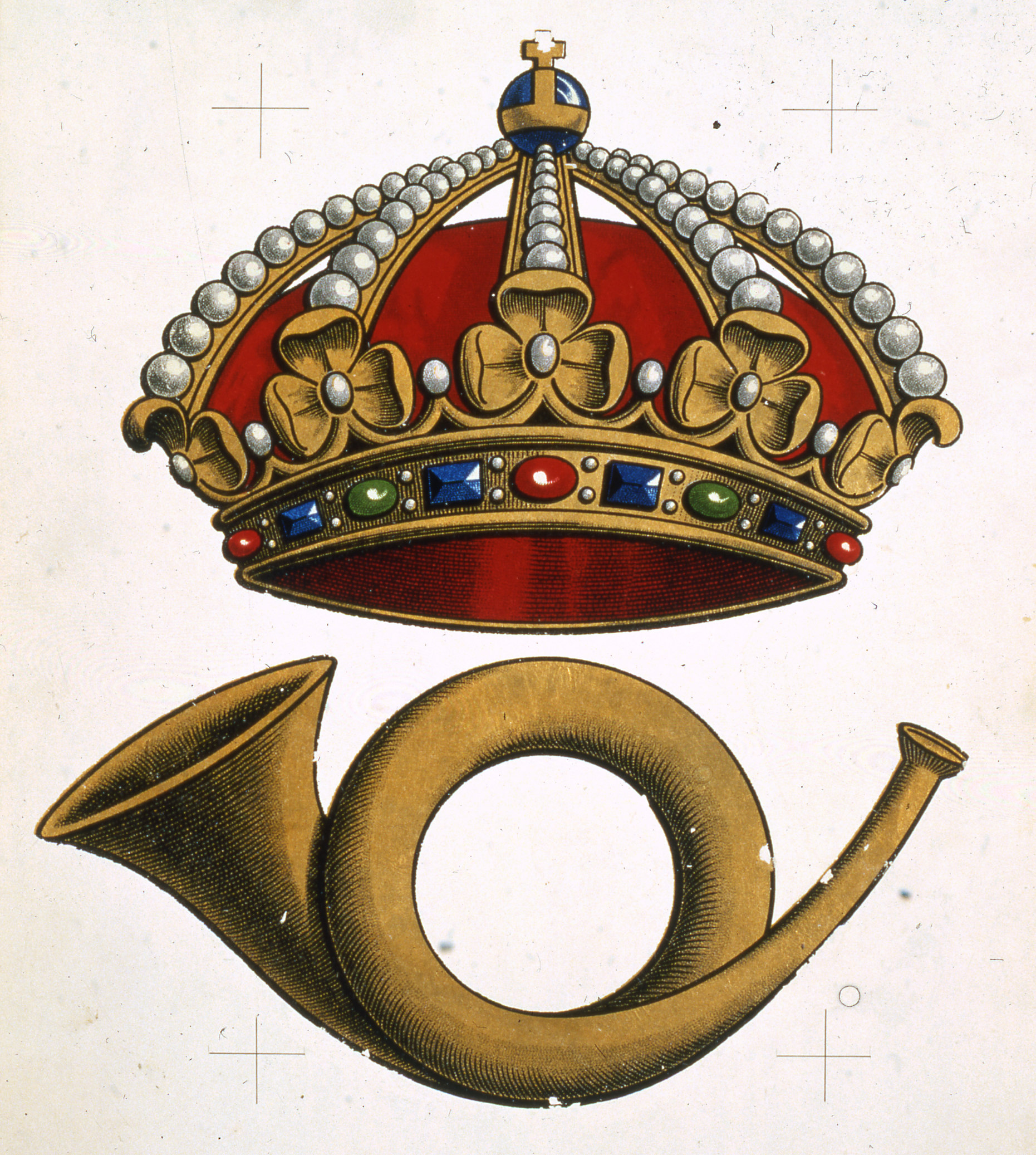
Logo der schwedischen Post 1912

Postverket war die frühere Postorganisation in Schweden.
Ihren Anfang hatte die Organisation am 20. Februar 1636, als der schwedische Kanzler Axel Oxenstierna für die noch unmündige Tochter Kristina des gefallenen Königs Gustav II. Adolf die Regierungsgeschäfte führte und an diesem Tag das staatlich organisierte öffentliche Postwesen in Schweden begründete. Er ernannte Anders Wechel zum ersten Postmeister und beauftragte Oluff Jönsson, das Land zu bereisen und das Postwesen zu fördern. Als Boten wurden Bauern verpflichtet, deren Höfe an den Postrouten lagen und die als Gegenleistung Steuererleichterungen bekamen.
Als die Königin 1645 ihre Regierungsgeschäfte antrat, hieß sie die unter der Regentschaft 1643 verabschiedete General Riksens Postordning (Allgemeine Reichspostordnung) „als hochnotwendiges und nützliches Werk für Uns und die Krone, für die Reichsstände, Untertanen und Einwohner“.
Postverket war ursprünglich eine Regierungsbehörde, wurde aber in den 1900er Jahren zu einem Versorgungsunternehmen ausgebaut. 1994 wurde Postverket in eine staatliche Aktiengesellschaft umgewandelt und änderte seinen Namen in Posten AB.